# Upper Hardres
Upper Hardres is een civil parish in het bestuurlijke gebied City of Canterbury, in het Engelse graafschap Kent met 385 inwoners.